# 國立華南高級商業職業學校
國立華南高級商業職業學校（英語：National Hua-Nan Commercial Vocational High School，HNVS）簡稱華南高商、華南商職或華商，是位於臺灣嘉義市的一所國立商業高級中等學校。

## 象徵

### 校服
制服制服上衣的顏色為白色，衣領上為暗紅色搭配咖啡色的格子樣式，長褲、裙子的顏色為灰黑色。
- 夏季：短袖上衣、長褲、女生裙子
- 冬季：長袖上衣、長褲

運動服運動服上衣的顏色為淺藍色，短褲、長褲的顏色為深藍色。
- 夏季：短袖上衣、短褲、長褲
- 冬季：長袖上衣、長褲

其他
- 外套：藍色運動外套
- 背心：黑色制服背心
- 觀光事業科餐飲實習服裝

### 書包
書包的樣式為後背包，背包的顏色為黑色，背包上縫有學校英文縮寫「HNVS」字樣的橘色反光片。

### 校歌
該校校歌由劉啓光作詞，王焜作曲，首句為「巍巍鯤島，山高水長」。

## 校史沿革
- 創校於1918年4月自嘉義公學校獨立設校，稱「嘉義簡易商業學校」，校址位於垂楊路今「崇文國小」。
- 1922年3月更名為「嘉義簡易商工學校」，增設工科，校址位於原嘉義廳舍邊。
- 1925年3月更名為「嘉義商工補習學校」。
- 1932年3月更名為「嘉義商工專修學校」，校舍三遷至林森路「省立工業學校分部」內。
- 1941年與工科分別設校，更名為「嘉義專修商業學校」。
- 1942年6月校址四遷至民族路現今之「民族國小」左鄰。
- 1944年校舍因戰爭損毀，又遷回「省立工業學校分部」上課，日治時期，校址搬遷共5次。
- 1946年3月改制為「嘉義市立初級商業職業學校」，4月校址勘定現址。
- 1951年10月為弘揚校友華南銀行董事長劉啟光先生捐資興學，奉准更名為「嘉義縣立華南初級商業職業學校」。
- 1954年8月奉准試辦高級部。1955年7月成立民雄分部，借用民雄國校教室上課。
- 1956年8月奉准改為完全職業學校，更名為「嘉義縣立華南商業職業學校」。
- 1964年4月民雄分部奉准獨立設校，校名為「嘉義縣立民雄初級中學」。
- 1968年8月改制為省立，校名為「臺灣省立華南商業職業學校」，並配合省辦高中，縣市辦初中，停招初級部。
- 1970年初級部結束，改制為「臺灣省立華南高級商業職業學校」。
- 2000年2月改隸教育部，更名為「國立華南高級商業職業學校」。
- 2017年，綜合高中停招，改設普通科，是嘉義市在省辦高中政策，時稱之嘉義縣立嘉義中學（今嘉義國中）裁撤高中部後，睽違49年再度有除嘉中、嘉女外的公立學校設立普通科。

## 歷任校長
| 任期         | 姓名         | 任職日期     | 離職日期     | 備註             |
| 台灣日治時期 | 台灣日治時期 | 台灣日治時期 | 台灣日治時期 | 台灣日治時期     |
| ------------ | ------------ | ------------ | ------------ | ---------------- |
| 兼任         | 江口保       | 大正7年4月   | 大正11年4月  | 辭職             |
| 第一任       | 小泉順       | 大正11年4月  | 昭和3年3月   | 調職             |
| 第二任       | 小野邦彥     | 昭和3年3月   | 昭和4年5月   | 調職             |
| 第三任       | 井上德造     | 昭和4年5月   | 昭和17年6月  | 調職             |
| 第四任       | 柚木滿彥     | 昭和17年6月  | 昭和20年9月  | 調職             |
| 台灣戰後時期 |              |              |              |                  |
| 兼任         | 莊君地       | 民國34年9月  | 民國35年3月  | 辭職             |
| 兼任         | 郭祖繩       | 民國35年3月  | 民國35年11月 | 辭職             |
| 第一任       | 張源泉       | 民國35年12月 | 民國63年10月 | 公殉             |
| 第二任       | 殷其藻       | 民國63年11月 | 民國69年7月  | 調職彰化高商校長 |
| 第三任       | 劉智         | 民國69年8月  | 民國77年1月  | 退休             |
| 第四任       | 蔡德連       | 民國77年2月  | 民國84年7月  | 調職嘉義高商校長 |
| 第五任       | 何瑞仁       | 民國84年8月  | 民國88年1月  | 退休             |
| 第六任       | 沈豐茂       | 民國88年2月  | 民國92年1月  | 退休             |
| 第七任       | 黃義春       | 民國92年2月  | 民國98年7月  | 調職嘉義高中校長 |
| 第八任       | 柯朝塗       | 民國98年8月  | 民國106年7月 | 調職新營高工校長 |
| 第九任       | 孫忠義       | 民國106年8月 | 民國113年7月 | 調職嘉義高商校長 |
| 第十任       | 王世如       | 民國113年8月 |              | 現任校長         |

## 行政組織
行政單位計有校長室、教務處、學務處、總務處、實習處、輔導室、圖書館、人事室、主計室、教官室、員生社，校長底下設秘書及校務會議。
教務處教學組、試務組、註冊組、設備組、實驗研究組（普通高中）
學務處教官室、訓育組、衛生組、體育組、生活輔導組
總務處庶務組、出納組、文書組
實習輔導處實習組、就業輔導組、商業經營科、國際貿易科、電子商務科、資料處理科、廣告設計科、美工科、應用外語科、觀光事業科
輔導室
人事室
主計室
圖書館資訊媒體組
員生社
該校也設有學生自治組織如學生會、學生議會、畢聯會，設有學校聯繫組織如校友會、家長會。

## 科別
普通高中（普通科）
- 科識別碼：高（普高）、H（"H"igh School）
- 民國93年（2004年）成立「綜合高中」。民國105年（2016年）將“綜合高中”轉型為“普通高中”，招收4班。

商業經營科
- 科識別碼：商（商經）、S（"S"hang音同商）
- 民國62年（1973年）成立「綜合商業科」；民國77年（1988年）5月奉教育廳核定，配合新課程標準實施，將「綜合商業科」改名為「商業經營科」。原招收2班，民國103年（2014年）因「觀光事業科」成立，調整招收班級，縮編1班。

國際貿易科
- 科識別碼：國（國貿）、K
- 民國62年（1973年）成立「會計統計科」；民國77年（1988年）5月奉教育廳核定，配合新課程標準實施，將「會計統計科」改名為「會計事務科」。民國90年（2001年）將“會計事務科”轉型為“國際貿易科”。初期每年級班級數為3班，至民國93年（2004年）為配合實施綜合高中，將班級數減為每年級2班。

電子商務科
- 科識別碼：電（電商）、D（原資料處理科"D"ata Processing）
- 民國102年（2013年）將“資料處理科”轉型為“電子商務科”。為雲嘉地區第一所成立「電子商務科」的公立學校。原招收2班，民國113年（2024年）因「資料處理科」復招，調整招收班級，縮編1班。
- 國立華南高商電子商務科X資料處理科Facebook粉絲專頁

資料處理科
- 科識別碼：資（資處）、P（Data "P"rocessing）
- 民國77年（1988年）成立「資料處理科」；民國102年（2013年）轉型為「電子商務科」；民國113年（2024年）復招，招收1班。

廣告設計科

廣告設計科科徽

- 科識別碼：廣（廣設）、C（"C"ommercial Advertisement）
- 民國62年（1973年）成立。原招收2班，民國113年（2024年）因「美工科」成立，調整招收班級，縮編1班。

美工科
- 科識別碼：（美工）、A（"A"rts and Crafts）
- 民國113年（2024年）成立，招收1班。為雲嘉地區第一所成立「美工科」的公立學校。

應用英語科
- 科識別碼：應（應英）、E（Applied "E"nglish）
- 民國88年（1999年）成立，招收1班，且於民國89年（2000年）擴展招收為2班。為雲嘉地區第一所成立「應用外語科」的公立學校。依據十二年國民教育技術型高級中等學校外語群課程綱要，於民國108年8月起更名為「應用英語科」。

觀光事業科
- 科識別碼：觀（觀光）、T（"T"ourism and Hospitality）
- 民國103年（2014年）成立，招收1班。為嘉義地區第一所成立「觀光事業科」的公立學校。

## 校園環境

### 校園
龍湧泉華光樓前、校門口旁的特殊造景。
華光樓廣場華光樓戶外廣場。
文化走廊連接華光樓、莊敬樓的走廊。
華光園原為池塘，後改為綠地造景。於弘德樓及華光樓旁、致用樓前，籃球場、校內著名涼亭－仰德亭，位於此地。
司令台升旗典禮之司令台。
生態池風雨球場、活動中心前的洩洪池造景。

### 建築
華光樓此建築為商業經營科、國際貿易科、電子商務科、資料處理科、應用英語科、觀光事業科教學大樓，學務處、教務處、總務處、校長室、秘書室、輔導室、教官室、人事室、會計室、會報室、油印室、教師辦公室、文書組、健康中心辦公室，語言教室、多媒體教室、樂學空間、團諮教室、互動教室、共融教室，地下教職員工汽車及機慢車停車場。華光樓目前為該校最新落成之教學、行政大樓，為其首座取得內政部綠建築標章的建築物。
致用樓設有實習輔導處、科主任辦公室、會議室，電子商務科辦公室，觀光事業科餐飲服務教室、飲料調製教室、電腦教室、商業經營科門市服務教室、音樂教室，技藝競賽選手訓練室，學生自行車、電動機車地下停車場及吉他社社團辦公室。
弘德樓教學大樓（廣告設計科）、廣告設計科教師辦公室，製作教室、護理教室。
莊敬樓普通高中教學大樓，交通安全教室、語言教室、新能源教室，創客教室，（生物、物理、化學、地球科學）實驗室、（生物、物理、化學、地球科學）實驗器材室，員生消費合作社、員生消費合作社辦公室，國樂社、熱音社社團辦公室。
樂育樓廣告設計科展示教室、攝影教室、觀光事業科房務教室、陶藝教室。
實踐樓廣告設計科展示教室、繪畫教室。
圖書館閱覽室、書庫、多媒體教室、視聽室、專題製作教室、校史室，前身為已拆除的自強樓。
活動中心當前校內最新建築，取得內政部綠建築標章。原活動中心興建於1957年，後於1976年擴建，至今已達使用年限，且歷經幾次地震後建物多所毀損，已危及師生安全，乃以此向教育部申請重新改建。新建活動中心現址以鄰近民國路所收回的空軍借用地。2011年10月18日舉行動土典禮，隔年12月13日舉行落成典禮。設有活動中心、體育組辦公室、管樂社社團辦公室。二樓有觀景臺。

## 學生活動

### 社團
校隊糾察隊、禮賓隊、志工隊、管樂隊、棒球隊、排球隊、籃球隊、田徑隊
學術類社團學術研究社、學術研究社衛護組、圖書館利用教育社、基礎韓語社、英檢聽講加強社、會計資訊社
音樂類社團管樂社、國樂社、吉他社、熱門音樂社、烏克麗麗社
動態類社團熱舞社、勁舞社、街舞社、魔術社、演說辯論社、野外健行社、康輔社
藝文類社團話劇社、編輯社（校刊社）、攝影社
體育類社團羽球社、桌球社、籃球社、排球社
其他類社團文化志工社、童軍團、春暉社、春風社

### 活動
- 教師節敬師暨新生迎新活動
- 一年級公民訓練隔宿露營活動
- 一年級普通高中大學參訪
- 二年級全民國防教育實彈射擊體驗活動
- 二年級三天兩夜戶外教學（畢業旅行）
- 三年級畢業晚會
- 三年級畢業典禮
- 饑餓十二體驗活動
- 聖誕節歌唱比賽（金歌盃歌唱比賽）
- 英語歌唱比賽
- 校隊暨服務人員期末餐會
- 校慶運動會
- 校慶園遊會
- 管樂團暨校友管樂團聯合音樂會
- 泰北緬甸國際志工服務學習活動
- 日本海外國際文化交流教育旅行
- 韓國海外國際文化交流教育旅行

## 策略聯盟夥伴及姊妹學校
策略聯盟夥伴學校
- 國立嘉義大學
- 南臺科技大學
- 朝陽科技大學
- 樹德科技大學
- 吳鳳科技大學
- 嶺東科技大學
- 台南應用科技大學
- 長庚科技大學嘉義分部
- 大同技術學院
- 明道大學
- 崇仁醫護管理專科學校

姊妹學校
- 泰國滿星疊大同中學

## 相關人物

### 企業家
- 王啟文：前高鳳公司董事長，捐獎學金新台幣肆佰萬元。
- 劉啟光：前華南銀行董事長，歷次鼎力協助募款、捐資興建校舍教學設備，創作該校校歌。

### 知名校友
- 王美惠：嘉義市立法委員、前嘉義市西區議員。
- 張秀華：嘉義市西區議員。
- 黃小柔：臺灣女藝人，廣告設計科畢業。
- 鄭景太：東京著衣創辦人，會計統計科畢業，導師王邦雄。
- 呂秀春：千葉火鍋總經理，創辦人李昆霖之妻。
- 陳文政：詩人，廣告設計科畢業。
- 蔡奇勳：書法家，創作《華商校友之歌─遊子》，廣告設計科畢業。
- 黃甄妮：臺灣女藝人，前台灣女孩團員，應用外語科畢業。
- 筠熹（本名鄭筠熹）：臺灣女藝人，前天氣女孩、Dragon Beauties成員，現為Rakuten Girls成員，2021年擔任副隊長。
- 一七（本名林怡青）：Uni Girls、慕獅女孩成員，商業經營科畢業。

## 外部連結
- 國立華南高級商業職業學校